# Helir-Valdor Seeder
Helir-Valdor Seeder (Viljandi, 7 settembre 1964) è un politico ed economista estone, membro dell'Unione Patria e Res Publica e ministro durante i governi Ansip II e Ansip III.

## Biografia
Dopo la laurea, Seeder divenne economista e lavorò come professore e consigliere finanziario della città di Viljandi. Attivo in politica a livello locale, nel 1992 divenne sindaco della città.
Nel 1993 lasciò la carica dopo essere stato eletto governatore della contea di Viljandimaa. Seeder mantenne l'incarico per i successivi dieci anni, finché venne eletto deputato al Riigikogu nel 2003. Da sempre membro dell'Unione della Patria, vi rimase anche dopo la fusione con il partito Res Publica che determinò la nascita dell'Unione Patria e Res Publica.
Nel 2007 il primo ministro Andrus Ansip gli affidò l'incarico di ministro dell'Agricoltura nel suo governo, carica che Seeder mantenne anche nel seguente esecutivo. Nel 2014, dopo la formazione del governo Rõivas I, Seeder non venne riconfermato ministro e lasciò le cariche istituzionali.